# Kiragandur, Mandya
Kiragandur là một làng thuộc tehsil Mandya, huyện Mandya, bang Karnataka, Ấn Độ.